# 辰野駅
辰野駅（たつのえき）は、長野県上伊那郡辰野町大字辰野にある、東日本旅客鉄道（JR東日本）・東海旅客鉄道（JR東海）・日本貨物鉄道（JR貨物）の駅である。JR東日本とJR東海の境界駅の一つである。

## 概要

辰野駅付近の路線図。岡谷 - 塩尻間の営業キロは辰野経由で 27.7 km、みどり湖経由で 11.7 km である。

岡谷駅 - 塩尻駅間を結ぶ中央本線の支線を所属線とし、豊橋駅を起点・当駅を終点とする飯田線を加えた2つの鉄道路線が乗り入れる。かつては両線とも日本国有鉄道（国鉄）の路線であったが、1987年の国鉄分割民営化により中央本線支線はJR東日本、飯田線はJR東海の路線となり、また両線ともJR貨物が第二種鉄道事業者として貨物営業を行っている。旅客営業においては当駅がJR東日本・JR東海の境界駅となっている。駅舎・ホームなどの鉄道資産はJR東日本の所有であり、同社とJR東海との資産管理境界は飯田線の下り場内信号機である。
当駅は中央本線開通と同時、1906年（明治39年）に開業した。その後、駅西方から伊那谷方面を結ぶ伊那電車軌道（のちの伊那電気鉄道）が開業し、1916年（大正15年）には駅に直接乗り入れた。伊那電気鉄道は1943年（昭和18年）に国有化され、飯田線として国鉄の路線網に組み込まれた。
以降、中央本線と飯田線の乗換駅として栄えたが、1983年（昭和58年）に当駅を経由せずに短絡する塩嶺トンネル経由の新線が岡谷駅 - 塩尻駅間に開通し、中央本線のメインルートから外れ、定期特急の停車がなくなった。その後、1986年（昭和61年）11月に急行「こまがね」、2002年（平成14年）12月1日には夜行急行「アルプス」も廃止され、当駅を経由する中央本線の定期の優等列車は全廃された。
現在、かつての優等列車の代替として快速「みすず」のみが停車する。塩嶺トンネル開通後、特に分割民営化以降、飯田線列車は上下各1本が当駅発着である他は、全ての列車が岡谷・上諏訪方面へ直通する。塩尻方面へは当駅との間での区間運転が大半を占めているため、実質飯田線の途中駅かつ地元で辰野線と呼ばれる塩尻への旧線の起点駅のようになっている。
なお、駅舎は塩嶺トンネル開通の見返りに「リュシオール辰野（Luciole Tatsuno）」という名の駅ビルに建て替えられたが、現在営業しているテナントはなく、閉鎖されている。書店、レンタルビデオ店、ドムドムハンバーガー、立ち食いそば・うどん店などが入居していた。
2014年（平成26年）4月1日から東京近郊区間に編入され、交通系IC乗車券が岡谷駅と塩尻駅は導入されているのに対し、川岸 - 当駅 - 信濃川島 - 小野の旧線区間は引き続き非対応のため、Suicaエリアの対象外となっている。また、JR東海の飯田線も対象外でありTOICAエリアにもなっていない。

## 歴史
- 1906年（明治39年）6月11日：鉄道院 岡谷 - 塩尻間延伸と同時に開業[6]。
- 1909年（明治42年）10月12日：線路名称設定。中央東線の所属となる[6]。
- 1911年（明治44年）5月1日：線路名称が改定され、所属が中央東線から中央本線に変更[6]。
- 1916年（大正5年）11月23日：伊那電車軌道（1919年〈大正8年〉に伊那電気鉄道へ改称）が西町駅から延伸し当駅に乗り入れ[2]。この区間の開業以前は西町駅が、伊那電車軌道の「辰野駅」を名乗っていた[2]。
- 1923年（大正12年）3月16日：伊那電気鉄道の伊那松島 - 当駅間が、軌道から鉄道への移行のために新線へ切り替え[2]。
- 1943年（昭和18年）8月1日：伊那電気鉄道が飯田線の一部として国有化され、鉄道省（のちの日本国有鉄道）単独駅となる[7]。
- 1949年（昭和24年）6月1日：日本国有鉄道に移管[8]。
- 1983年（昭和58年）6月15日：鉄筋2階建ての駅ビルが新築[1]。塩嶺トンネル供用による対価として駅舎の改良が行われた[1]。
- 1984年（昭和59年）1月15日：専用線発着を除く車扱貨物の取り扱いを廃止[4]。
- 1986年（昭和61年）11月1日：荷物の取り扱いを廃止[4]。
- 1987年（昭和62年）4月1日：国鉄分割民営化により、JR東日本・JR東海・JR貨物の駅となる[9]。
- 2006年（平成18年）6月11日：開業100周年を記念し、記念行事開催。記念弁当も限定発売された。また、6月10日には塩尻 - 岡谷間でレトロ客車「たつのぴっかり号」が運転された。
- 2011年（平成23年）1月1日：キヨスクの営業を終了。
- 2014年（平成26年）4月1日：東京近郊区間に編入される[10]。Suicaなどは使えない。
- 2018年（平成30年）
  - 8月31日：みどりの窓口の営業を終了[11]。
  - 9月1日：業務委託化され、管理駅業務が塩尻駅に移管される。

## 駅構造
2面4線のホームを有する地上駅である。改札口正面に1番線（下り副本線）があり、単式ホームとなっているが、ホーム西側・1番線反対側に行き止り式の0番線（飯田線専用）が設けられている。2021年（令和3年）3月のダイヤ改正時点で0番線から発車する定期旅客列車は、朝6時台の当駅始発の天竜峡行きのみである。島式ホームの改札口側が2番線（下り本線）、その反対側が3番線（上り本線）となっている。3番線以降も9番線まであり構内は広大であるが、いずれもホームはない。4・5番線は上り副本線で、主に貨物列車の着発線となっている。6 - 9番線は側線である。
駅舎は構内南側にある。改札口左手に跨線橋（階段のみ）があり、単式ホーム北側にある島式ホームと連絡している。
国鉄時代には、行き止まりホームは1番線で、以下2 - 4番線であった。また、現在の0番線ホームの反対側に行き止まりの貨物ホームがあり、その向かい側が旧伊那電気鉄道のホームであった。中央本線の電化前には、駅構内の架線柱は旧伊那電気鉄道の名残で、路面電車並みのスパン線ビームが用いられていた。
塩尻駅が管理し、ステーションビルMIDORIが受託する業務委託駅である。直営駅時代は管理駅として、信濃川島駅と小野駅を管理していた。駅舎内には自動券売機（オレンジカード利用可能）と指定席券売機が設置されている。かつては、JR東日本区間とJR東海区間を区別する機能が付いていたが、現在この機能は廃止された。ちなみに、この機能が付いていたときは、東日本区間のボタンを押すと券面に「東日本会社線」と表示されていたのに対して、東海区間のボタンを押すと、券面に「宮木経由」と表示されていた。
2009年（平成21年）3月14日から、JR東海管内の在来線全駅のホームが終日禁煙となったが、当駅は前述の通りJR東日本の管轄のためこの対象とならず、引き続き喫煙所が設置されていた。しかし、2021年（令和3年）10月1日よりJR東日本長野支社管内の全面禁煙化に伴い、当駅についても終日禁煙となった。

### のりば
| 番線 | 路線      | 方向 | 行先             | 備考                 |
| ---- | --------- | ---- | ---------------- | -------------------- |
| 0    | 飯田線    | -    | 飯田・天竜峡方面 | 朝6時台の始発1本のみ |
| 1    | ■中央本線 | 上り | 岡谷・小淵沢方面 |                      |
| 1    | 飯田線    | -    | 飯田・天竜峡方面 | 一部列車のみ         |
| 2    | ■中央本線 | 下り | 塩尻・松本方面   | 一部列車のみ         |
| 2    | 飯田線    | -    | 飯田・天竜峡方面 |                      |
| 3    | ■中央本線 | 下り | 塩尻・松本方面   |                      |
| 3    | ■中央本線 | 上り | 岡谷・小淵沢方面 | 当駅始発のみ         |
| 3    | 飯田線    | -    | 飯田・天竜峡方面 | 一部列車のみ         |

- 本稿では飯田線を路線記号に基づいたカラーで表記しているが、当駅は駅ナンバリング対象外のため、現地の案内ではJR東海のコーポレートカラーであるオレンジのみが使われている。
- 岡谷方面の列車は1番線（当駅始発は3番線）、塩尻方面は3番線（一部列車は2番線）、飯田線は2番線（一部列車は0・1・3番線）を使用する。なお、2018年（平成30年）8月25日[15]時点で、岡谷方面の列車は飯田線からの直通と当駅始発のみで、定期での塩尻方面からの直通列車は存在しなかったが、2024年（令和6年）3月現在では存在する。また、岡谷発の塩尻・松本方面行きで当駅を経由する列車は1本のみである。

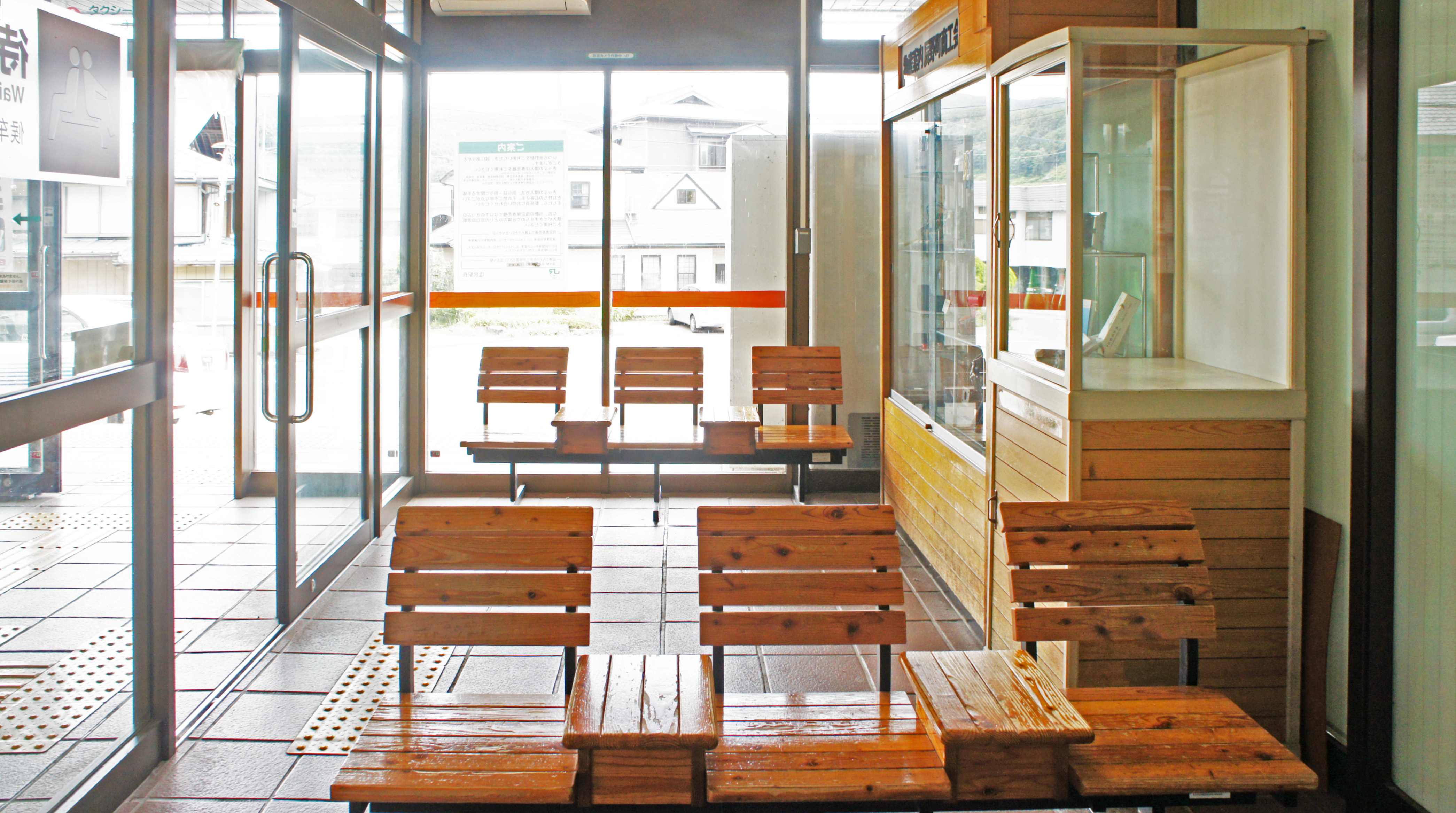
待合室（2021年7月）
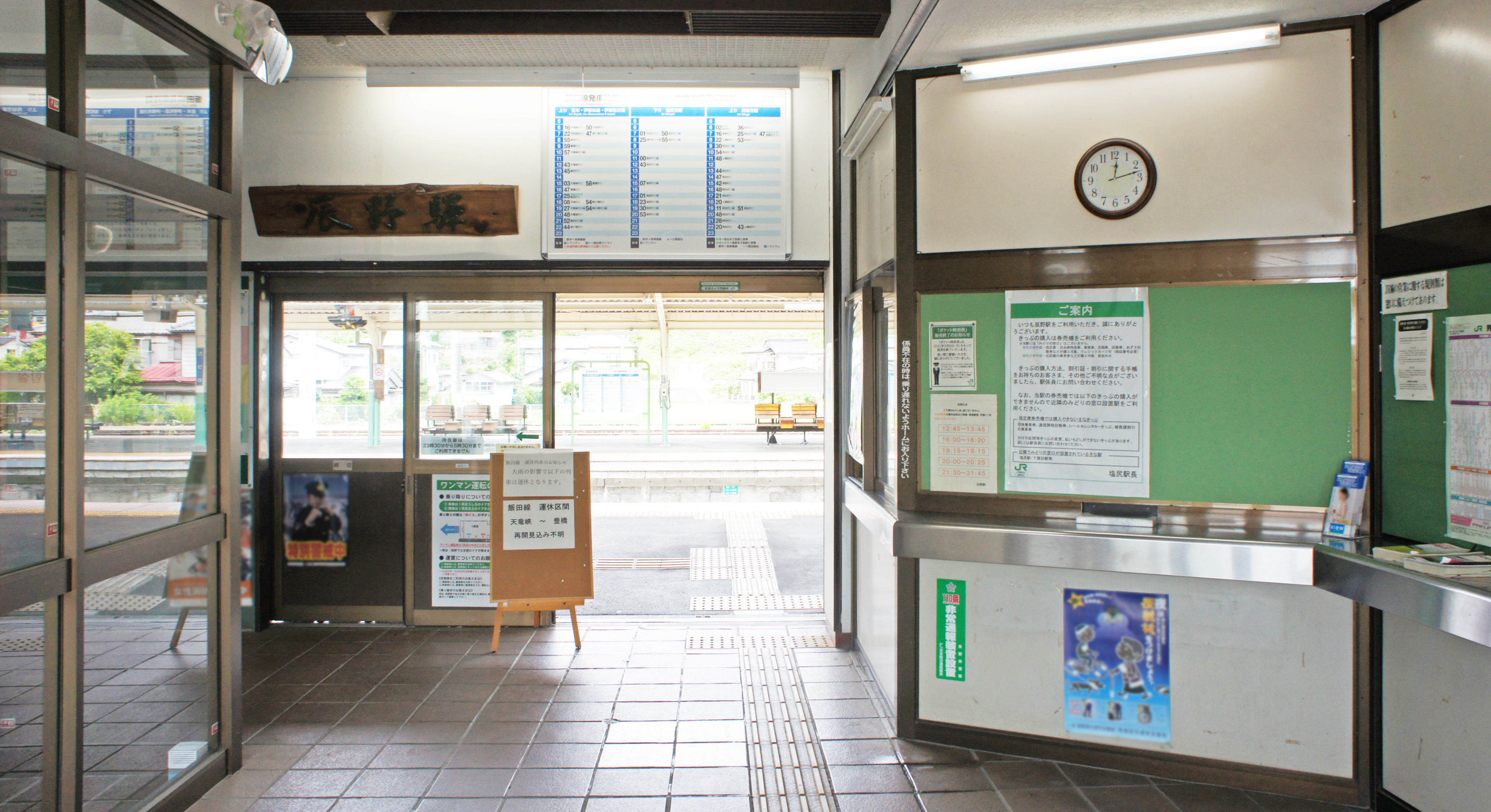
改札口（2021年7月）
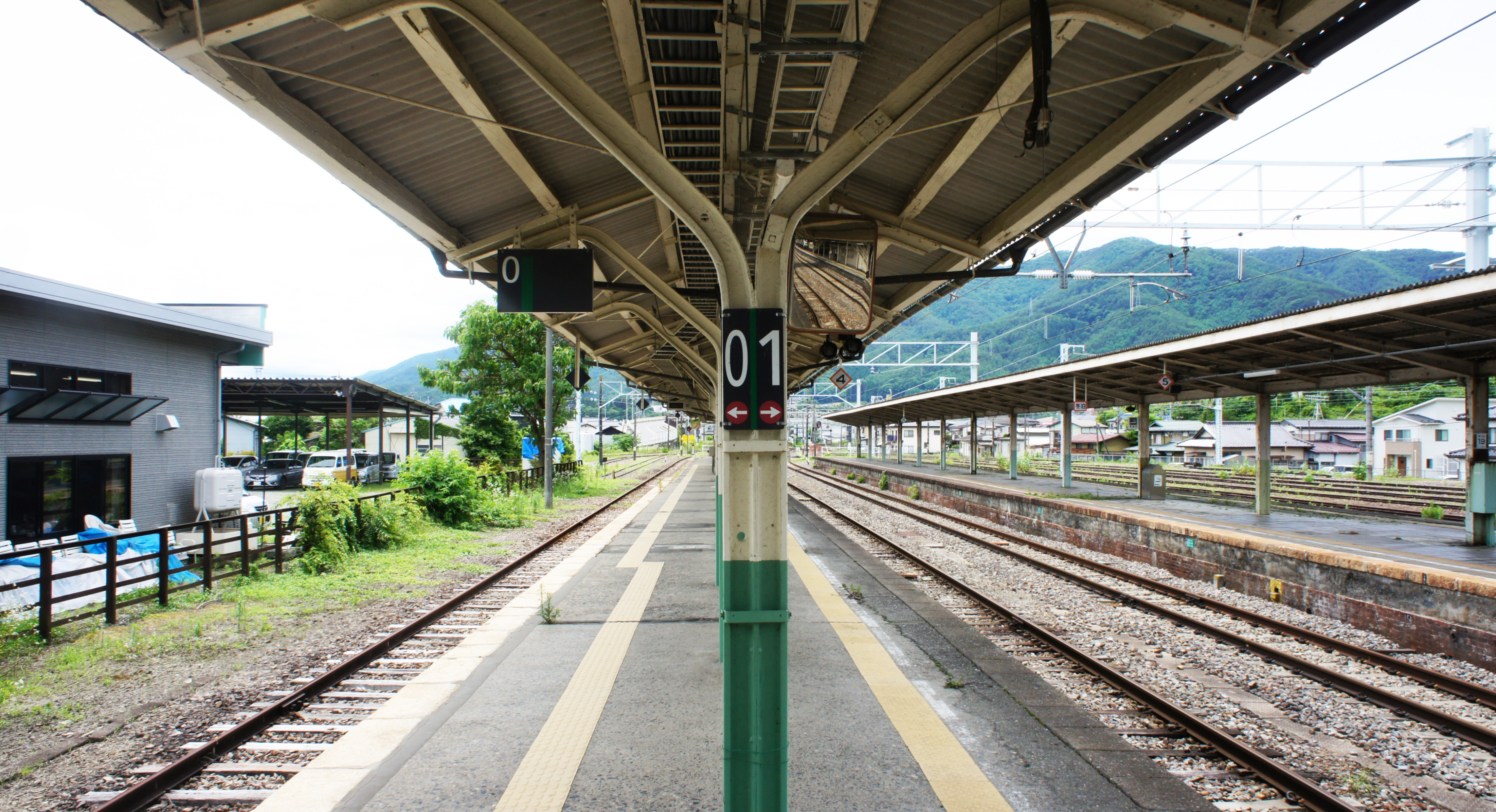
0・1番線ホーム（2021年7月）
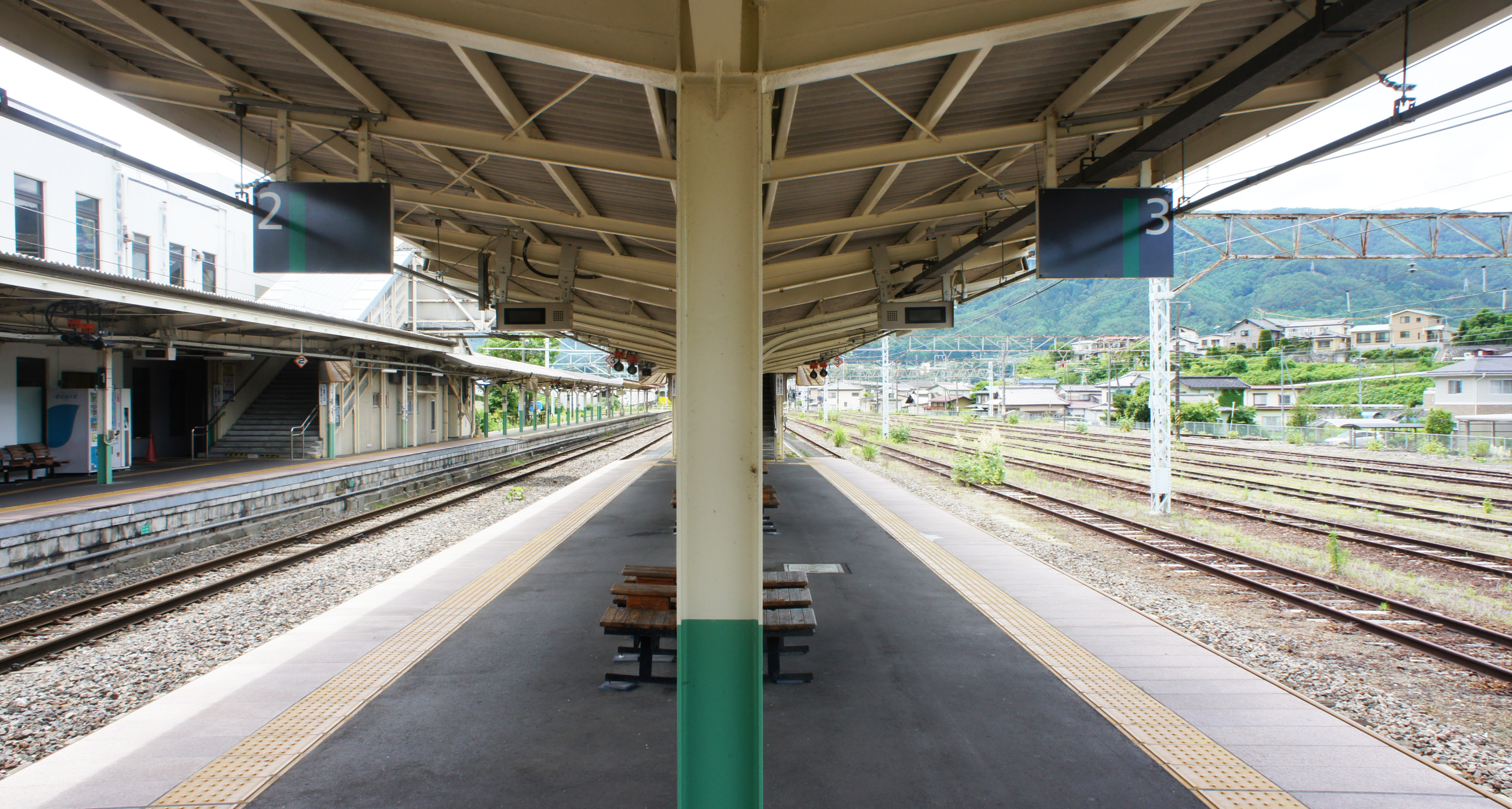
2・3番線ホーム（2021年7月）

### 貨物取扱・専用線

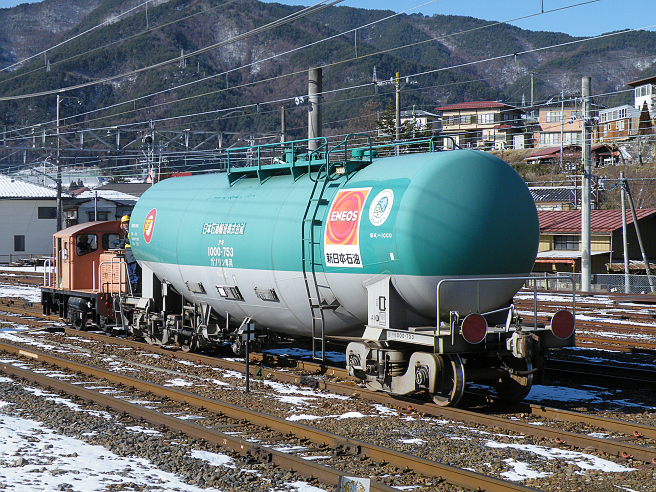
着発線へ向かうタキ車（2009年1月）

JR貨物の駅は専用線発着の車扱貨物の取扱駅となっているが、2009年（平成21年）3月14日のダイヤ改正以降、貨物列車の発着がなくなっている（事実上の通年休止駅）。
2009年（平成21年）3月までは、駅南側の豊島屋辰野油槽所専用線向けの根岸駅からの灯油やガソリンの到着があった。また、1996年（平成8年）3月まで、駅西側にあったJA東日本くみあい飼料辰野工場（2003年〈平成15年〉閉鎖）へ続く専用線もあった。この路線は、知多駅発送の穀物を取り扱っていた。

## 利用状況

### 旅客
JR東日本によると、2023年度（令和5年度）の1日平均乗車人員は437人である。
2000年度（平成12年度）以降の推移は以下のとおりである。なお、この統計には各線の乗り換え客は含まれていない。
| 1日平均乗車人員推移 | 1日平均乗車人員推移 | 1日平均乗車人員推移 | 1日平均乗車人員推移 | 1日平均乗車人員推移 |
| 年度                | 定期外              | 定期                | 合計                | 出典                |
| ------------------- | ------------------- | ------------------- | ------------------- | ------------------- |
| 2000年（平成12年）  |                     |                     | 1,089               | [ JR 2 ]            |
| 2001年（平成13年）  |                     |                     | 1,002               | [ JR 3 ]            |
| 2002年（平成14年）  |                     |                     | 923                 | [ JR 4 ]            |
| 2003年（平成15年）  |                     |                     | 739                 | [ JR 5 ]            |
| 2004年（平成16年）  |                     |                     | 673                 | [ JR 6 ]            |
| 2005年（平成17年）  |                     |                     | 637                 | [ JR 7 ]            |
| 2006年（平成18年）  |                     |                     | 623                 | [ JR 8 ]            |
| 2007年（平成19年）  |                     |                     | 599                 | [ JR 9 ]            |
| 2008年（平成20年）  |                     |                     | 626                 | [ JR 10 ]           |
| 2009年（平成21年）  |                     |                     | 586                 | [ JR 11 ]           |
| 2010年（平成22年）  |                     |                     | 596                 | [ JR 12 ]           |
| 2011年（平成23年）  |                     |                     | 562                 | [ JR 13 ]           |
| 2012年（平成24年）  | 219                 | 353                 | 573                 | [ JR 14 ]           |
| 2013年（平成25年）  | 208                 | 373                 | 581                 | [ JR 15 ]           |
| 2014年（平成26年）  | 209                 | 342                 | 551                 | [ JR 16 ]           |
| 2015年（平成27年）  | 220                 | 348                 | 569                 | [ JR 17 ]           |
| 2016年（平成28年）  | 222                 | 367                 | 590                 | [ JR 18 ]           |
| 2017年（平成29年）  | 228                 | 383                 | 611                 | [ JR 19 ]           |
| 2018年（平成30年）  | 209                 | 366                 | 576                 | [ JR 20 ]           |
| 2019年（令和元年）  | 174                 | 342                 | 516                 | [ JR 21 ]           |
| 2020年（令和02年）  | 78                  | 307                 | 385                 | [ JR 22 ]           |
| 2021年（令和03年）  | 93                  | 297                 | 390                 | [ JR 23 ]           |
| 2022年（令和04年）  | 110                 | 283                 | 393                 | [ JR 24 ]           |
| 2023年（令和05年）  | 144                 | 292                 | 437                 | [ JR 1 ]            |

### 貨物
「辰野町町勢要覧」によると、1998年度（平成10年度）- 2008年度（平成20年度）の1日平均貨物取扱量の推移は以下のとおりであった。
| 1日平均貨物取扱推移 | 1日平均貨物取扱推移 | 1日平均貨物取扱推移 |
| 年度                | 発着トン数          | 出典                |
| ------------------- | ------------------- | ------------------- |
| 1998年（平成10年）  | 94                  | [ 町 1 ]            |
| 1999年（平成11年）  | 88                  | [ 町 1 ]            |
| 2000年（平成12年）  | 113                 | [ 町 1 ]            |
| 2001年（平成13年）  | 111                 | [ 町 1 ]            |
| 2002年（平成14年）  | 109                 | [ 町 1 ]            |
| 2003年（平成15年）  | 107                 | [ 町 2 ]            |
| 2004年（平成16年）  | 102                 | [ 町 2 ]            |
| 2005年（平成17年）  | 103                 | [ 町 2 ]            |
| 2006年（平成18年）  | 97                  | [ 町 2 ]            |
| 2007年（平成19年）  | 85                  | [ 町 2 ]            |
| 2008年（平成20年）  | 53                  | [ 町 3 ]            |

## 駅周辺
少し歩いた所に商店街がある。
- 長野県道19号伊那辰野停車場線（終点）
- 辰野郵便局
- 伊那警察署辰野町警部交番
- 八十二銀行辰野支店
- アルプス中央信用金庫辰野支店・宮木支店
- 豊島屋辰野油槽所
- ハナマルキ本社跡
- 天竜川
- 松尾峡
- 三輪神社
- IHI回転機械エンジニアリング辰野事業所
- 辰野町立辰野病院[1]
- 辰野町立辰野図書館
- デリシア辰野店
- バロー辰野店
- オギノ辰野店
- しまむら辰野店
- 辰野町営バス「辰野駅前」停留所 - 川島線

## その他
- JR東日本とJR東海の社界は、当駅から飯田線に入り約600メートルに位置している。

## 隣の駅
東日本旅客鉄道（JR東日本）
■中央本線（辰野支線）
□快速「みすず」
川岸駅 - 辰野駅 - 宮木駅（東海旅客鉄道 飯田線）
■普通（ほとんどの列車は当駅で乗換）
川岸駅 - 辰野駅 - 信濃川島駅
東海旅客鉄道（JR東海）
 飯田線
■快速（上り1本のみ運転）
伊那新町駅 → 辰野駅 → 川岸駅（東日本旅客鉄道 中央本線）
■快速「みすず」・■普通
宮木駅 - 辰野駅 - 川岸駅（東日本旅客鉄道 中央本線）